# Viljen I veta och viljen I förstå
Viljen I veta och viljen I förstå är en gammal svensk folkvisa till vilken det dansas kring såväl julgran som midsommarstång. Sången handlar om hur bönder sår havre.
Vid slöjdseminariet i Nääs fanns från 1875 förutom slöjden även kurser i dåtida folkdanser, lekar och idrott och vid 1880-talets andra halva började man enskild utöva sånglekar i samband med slöjdkurserna. Från 1895 hölls kurser i lek och dans, då man börjat utbilda lekledare, och seminariets grundare Otto Salomon föreslog leken som social träning, och menade att sånglekar och folkdanser var ett kulturarv värt att bevara, och man började samla sånglekar. Sånglekar från Nääs utkom 1905 och 1915, och denna finns med i första delen. Den finns också med i A. I. Arwidssons Svenska Fornsånger III (1842). Förmodligen (1999) nedtecknades den under 1810-talet av lektorn och kyrkoherden Johan Haqvin Wallman, och A. I. Arwidsson använde hans handskrifter. En annan variant, som börjar "Sem vad jag haver uti min hand", finns i Carl-Herman Tillhagens och Nils Denckers Svenska folklekar och danser från 1950.
Gullan Bornemark skrev en ny text, med trafiktema för Anita och Televinken, som heter Hjälpa polisen. Den handlar om att man till exempel inte skall följa efter utryckningsfordon vid olyckor som man inte har med att göra.

## Publikation
- Julens önskesångbok, 1997, under rubriken "Tjugondag Knut dansar julen ut", angiven som "Folklek"
- Barnens svenska sångbok, 1999, under rubriken "Sång med lek och dans".

## Inspelningar
En tidig inspelning gjordes av Farbror Sven-Olof, och utkom på skiva 1927.